# Кантелайнш
Кантелайнш (порт. Cantelães; МФА: [kɐ̃.tɨ.ˈɫɐ̃jʃ]) — парафія в Португалії, у муніципалітеті Вієйра-ду-Міню. Розташована в північно-західній частині країни, на теренах історичної португальської провінції Дору-Міню. Входить до складу округу Брага. За адміністративним поділом, чинним до 1976 року, терени парафії були складовою провінції Міню. Належить до Бразької архідіоцезії Католицької церкви. Патрон — святий Стефан. Площа — 11,5426 км². Населення — 828 ос. (2011). Слабо урбанізований регіон. Густота населення — 71,73 осіб/км²
. Код — 031105.

## Населення
| Кількість мешканців | Кількість мешканців | Кількість мешканців | Кількість мешканців | Кількість мешканців | Кількість мешканців | Кількість мешканців | Кількість мешканців | Кількість мешканців | Кількість мешканців | Кількість мешканців | Кількість мешканців | Кількість мешканців | Кількість мешканців | Кількість мешканців |
| ------------------- | ------------------- | ------------------- | ------------------- | ------------------- | ------------------- | ------------------- | ------------------- | ------------------- | ------------------- | ------------------- | ------------------- | ------------------- | ------------------- | ------------------- |
| 1864                | 1878                | 1890                | 1900                | 1911                | 1920                | 1930                | 1940                | 1950                | 1960                | 1970                | 1981                | 1991                | 2001                | 2011                |
| 776                 | 736                 | 718                 | 829                 | 698                 | 751                 | 747                 | 926                 | 946                 | 949                 | 927                 | 1 071               | 1 061               | 933                 | 828                 |